# Bermuda i olympiska sommarspelen 2012
Bermuda deltog i olympiska sommarspelen 2012 som ägde rum i London i Storbritannien mellan den 27 juli och den 12 augusti 2012. Ingen av landets deltagare erövrade någon medalj.

## Friidrott
Förkortningar
- Notera – Placeringar gäller endast den tävlandes eget heat
- Q = Kvalificerade sig till nästa omgång via placering
- q = Kvalificerade sig på tid eller, i fältgrenarna, på placering utan att ha nått kvalgränsen
- NR = Nationellt rekord
- N/A = Omgången inte möjlig i grenen
- Bye = Idrottaren behövde inte delta i omgången

Herrar
Fältgrenar
| Idrottare    | Gren      | Kval  | Kval      | Final | Final     |
| Idrottare    | Gren      | Längd | Placering | Längd | Placering |
| ------------ | --------- | ----- | --------- | ----- | --------- |
| Tyrone Smith | Längdhopp | 7,97  | 10 q      | 7,70  | 12        |

Damer
Fältgrenar
| Idrottare    | Gren      | Kval  | Kval      | Final            | Final            |
| Idrottare    | Gren      | Längd | Placering | Längd            | Placering        |
| ------------ | --------- | ----- | --------- | ---------------- | ---------------- |
| Arantxa King | Längdhopp | 6,40  | 13        | Gick inte vidare | Gick inte vidare |

## Ridsport

### Hoppning
| Tävlande         | Häst                  | Kvalifikation | Kvalifikation | Kvalifikation | Kvalifikation | Kvalifikation | Kvalifikation   | Kvalifikation   | Kvalifikation   | Final           | Final           | Final           | Final           | Final           | Total     |
| Tävlande         | Häst                  | Runda 1       | Runda 1       | Runda 2       | Runda 2       | Runda 2       | Runda 3         | Runda 3         | Runda 3         | Runda A         | Runda A         | Runda B         | Runda B         | Runda B         | Total     |
| Tävlande         | Häst                  | Straff        | Placering     | Straff        | Total         | Placering     | Straff          | Total           | Placering       | Straff          | Placering       | Straff          | Totalt          | Placering       | Placering |
| ---------------- | --------------------- | ------------- | ------------- | ------------- | ------------- | ------------- | --------------- | --------------- | --------------- | --------------- | --------------- | --------------- | --------------- | --------------- | --------- |
| Jillian Terceira | Bernadien van Westuur | 1             | 33            | 8             | 9             | 47            | Ej kvalificerad | Ej kvalificerad | Ej kvalificerad | Ej kvalificerad | Ej kvalificerad | Ej kvalificerad | Ej kvalificerad | Ej kvalificerad | 47        |

## Segling
Öppen
| Seglare                        | Gren | Lopp   | Lopp | Lopp | Lopp   | Lopp   | Lopp | Lopp | Lopp   | Lopp | Lopp | Lopp | Lopp | Lopp | Lopp | Lopp | Lopp | Summerad poäng | Finalplacering |
| Seglare                        | Gren | 1      | 2    | 3    | 4      | 5      | 6    | 7    | 8      | 9    | 10   | 11   | 12   | 13   | 14   | 15   | M*   | Summerad poäng | Finalplacering |
| ------------------------------ | ---- | ------ | ---- | ---- | ------ | ------ | ---- | ---- | ------ | ---- | ---- | ---- | ---- | ---- | ---- | ---- | ---- | -------------- | -------------- |
| Jesse Kirkland Zander Kirkland | 49er | 21 DNF | 19   | 18   | 21 DNF | 21 DNF | 12   | 6    | 21 DNF | 6    | 10   | 12   | 19   | 2    | 19   | 18   | EL   | 204            | 19             |

M = Medaljlopp; EL = Eliminerad – gick inte vidare till medaljloppet;

## Triathlon
| Triathlet         | Gren                | Simning (1,5 km) | Trans 1 | Cykling (40 km) | Trans 2 | Löpning (10 km) | Total tid | Placering |
| ----------------- | ------------------- | ---------------- | ------- | --------------- | ------- | --------------- | --------- | --------- |
| Tyler Butterfield | Herrarnas triathlon | 18:58            | 0:38    | 58:32           | 0:32    | 31:52           | 1:50:32   | 34        |
| Flora Duffy       | Damernas triathlon  | 19:28            | 0:40    | 1:11:07         | 0:31    | 37:08           | 2:08:54   | 45        |